# Xã Wright, Quận Pottawattamie, Iowa
Xã Wright (tiếng Anh: Wright Township) là một xã thuộc quận Pottawattamie, tiểu bang Iowa, Hoa Kỳ. Năm 2010, dân số của xã này là 195 người.